# Dorothee Bär

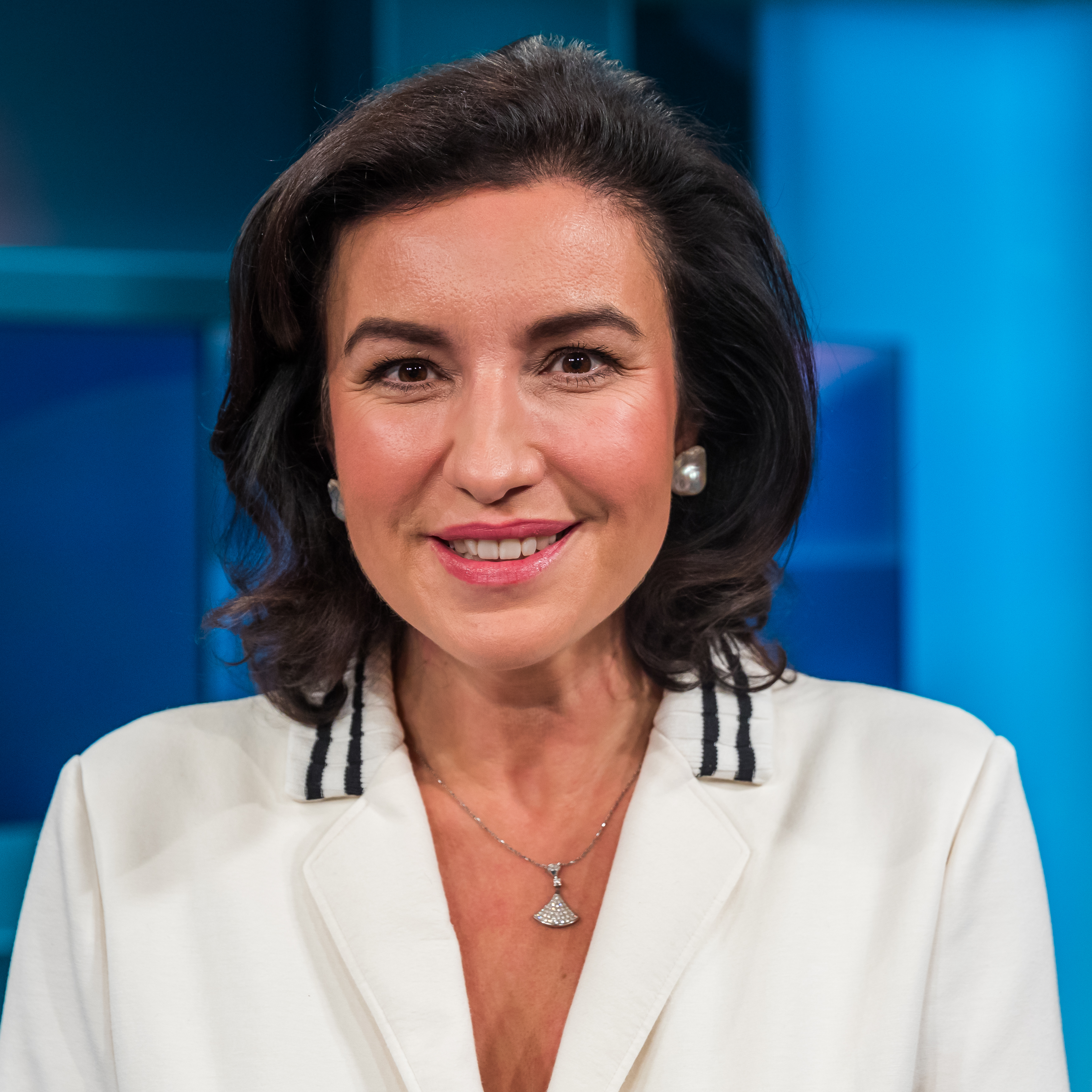
Dorothee Bär (2024)

Dorothee Gisela Renate Maria „Doro“ Bär (geb. Mantel; * 19. April 1978 in Bamberg) ist eine deutsche Politikerin (CSU). Sie ist seit dem 6. Mai 2025 Bundesministerin für Forschung, Technologie und Raumfahrt im Kabinett Merz.
Sie gehört seit 2002 dem Deutschen Bundestag an und war von Dezember 2021 bis zu ihrer Ernennung als Bundesministerin eine der stellvertretenden Vorsitzenden der CDU/CSU-Bundestagsfraktion. Sie ist seit 2017 eine der stellvertretenden Parteivorsitzenden der CSU. Außerdem war sie von 2018 bis 2021 Staatsministerin bei der Bundeskanzlerin sowie Beauftragte der Bundesregierung für Digitalisierung.

## Ausbildung und Beruf
Bär wuchs in der unterfränkischen Gemeinde Ebelsbach auf, wo ihr Vater Werner Mantel (1947–2022), ein CSU-Politiker, von 1996 bis 2002 als Bürgermeister amtierte. Während ihrer Schulzeit war sie mit dem AFS für ein Jahr als Austauschschülerin in den USA. Nach dem Abitur 1999 am Franz-Ludwig-Gymnasium Bamberg studierte sie als Stipendiatin der Hanns-Seidel-Stiftung Politikwissenschaft an der Hochschule für Politik München und am Otto-Suhr-Institut der Freien Universität Berlin mit einem Abschluss als Diplom-Politologin 2005.

## Partei
Dorothee Bär trat als Schülerin 1992 in die Junge Union (JU) und 1994 auch in die CSU ein. Sie gehörte von 1999 bis 2009 dem Vorstand des JU-Bezirksverbandes Unterfranken an und war hier ab 2001 stellvertretende Bezirksvorsitzende. Von 2001 bis 2003 war Bär außerdem Landesvorsitzende des Ringes Christlich-Demokratischer Studenten (RCDS) in Bayern. Sie gehört seit 2001 dem CSU-Parteivorstand an und war von 2003 bis 2007 stellvertretende Landesvorsitzende der Jungen Union in Bayern. 2007 wurde Dorothee Bär zur stellvertretenden Kreisvorsitzenden der Frauen Union (FU) im Landkreis Haßberge gewählt. Von November 2008 bis 2012 war sie stellvertretende Bundesvorsitzende der Jungen Union und von Februar 2009 bis 2013 stellvertretende Generalsekretärin der CSU. Seit 2010 ist sie Vorsitzende des CSU-Netzrates und war von 2011 bis 2022 Vorsitzende des CSUnet. Außerdem wurde sie 2011 zur stellvertretenden Bezirksvorsitzenden der CSU Unterfranken gewählt. Im Jahr 2017 wurde sie zur stellvertretenden Parteivorsitzenden der CSU gewählt.
Am 3. September 2021 wurde Dorothee Bär in das achtköpfige „Zukunftsteam“ von Armin Laschet zur Bundestagswahl 2021 berufen. Sie vertrat dort die digital- und technologiepolitischen Themen.

## Abgeordnetentätigkeit
Vom 17. Oktober 2002 bis zum 17. Oktober 2005 wurde Dorothee Bär über die bayerische Landesliste der CSU erstmals Mitglied des Deutschen Bundestages. Bei der Bundestagswahl 2005 gelang ihr trotz eines als sicher geltenden 8. Listenplatzes aufgrund des Zweitstimmergebnisses der CSU zunächst nicht der Wiedereinzug in den Bundestag. Am 23. November 2005 rückte sie jedoch für den ausgeschiedenen Abgeordneten Günther Beckstein in den Bundestag nach.
Am 27. September 2009 wurde Dorothee Bär als Direktkandidatin im Bundestagswahlkreis Bad Kissingen in den Deutschen Bundestag gewählt. In der 17. Wahlperiode war sie Sprecherin der CDU/CSU-Bundestagsfraktion für Familie, Senioren, Frauen und Jugend, Mitglied im Ausschuss für Familie, Senioren, Frauen und Jugend, im Ausschuss für Kultur und Medien sowie stellvertretendes Mitglied im Ausschuss für Gesundheit. Als Abgeordnete wurde sie Mitglied der Deutsch-Koreanischen Parlamentariergruppe. Sie verteidigte das Direktmandat bei den folgenden Bundestagswahlen 2013, 2017, 2021 und 2025.
Am 13. Dezember 2021 wurde Bär zur stellvertretenden Vorsitzenden der CDU/CSU-Bundestagsfraktion gewählt. In dieser Funktion ist sie für die Themen Familie, Senioren, Frauen und Jugend, Kultur und Medien zuständig.
Seit dem 1. Mai 2008 gehört Bär dem Kreistag des Landkreises Haßberge an.
Bei der Bundestagswahl am 23. Februar 2025 wurde Dorothee Bär wiedergewählt. Sie erreichte in ihrem Wahlkreis Bad Kissingen mit 50,5 Prozent der Erststimmen das bundesweit beste Ergebnis und das einzige mit absoluter Mehrheit. Dies wurde dadurch begünstigt, dass es keine Konkurrenz durch einen AfD-Direktkandidaten gab. Es wurde versäumt, ihn fristgerecht anzumelden.

## Öffentliche Ämter

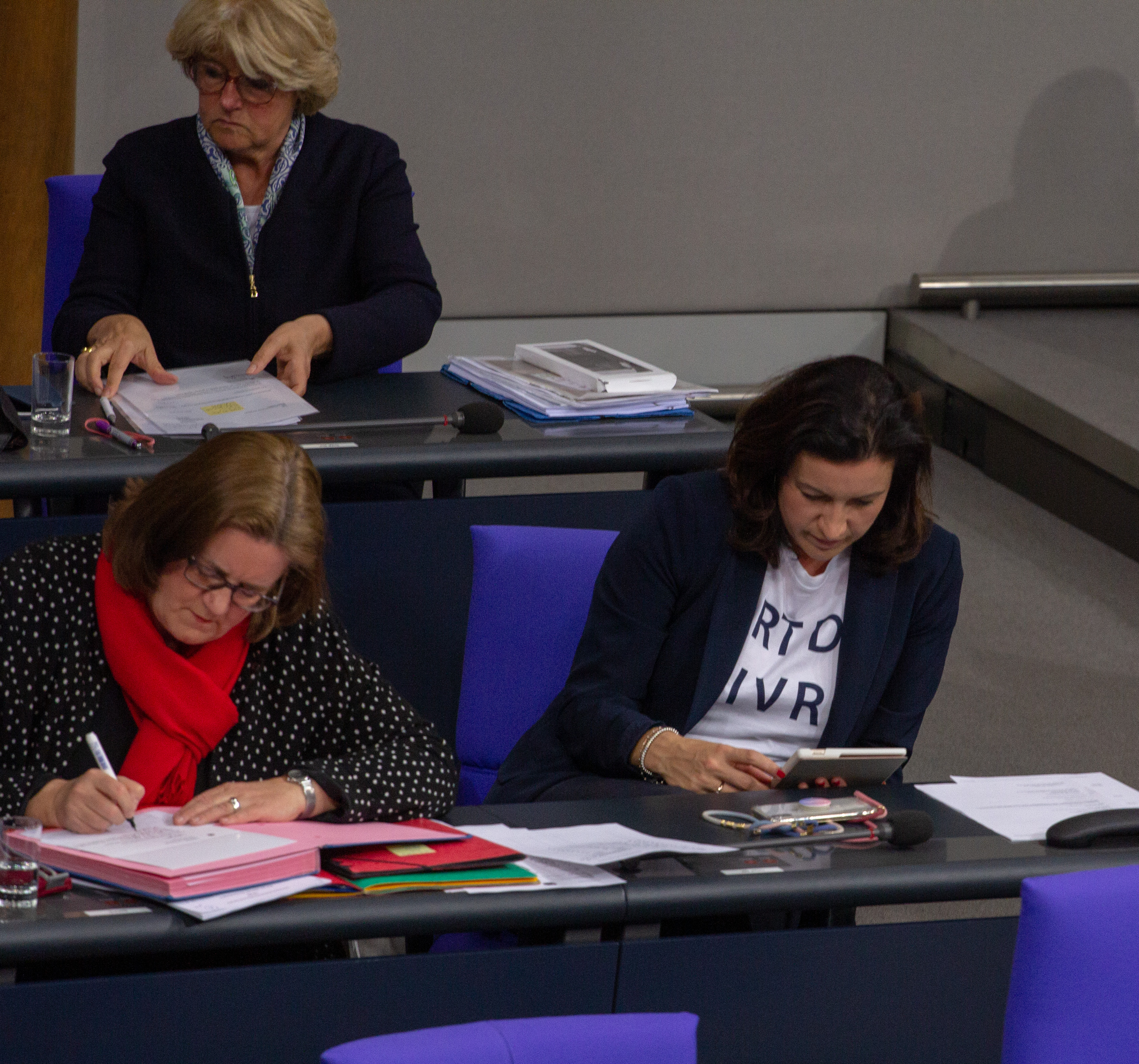
Dorothee Bär auf der Regierungsbank im Bundestag (2019)

Am 17. Dezember 2013 wurde sie zur Parlamentarischen Staatssekretärin im Bundesministerium für Verkehr und digitale Infrastruktur ernannt. Anschließend war sie vom 14. März 2018 bis zum 8. Dezember 2021 Staatsministerin bei der Bundeskanzlerin und Beauftragte der Bundesregierung für Digitalisierung.
Sie leitete als Vertreterin der Politik zusammen mit Frank Thelen als Vertreter der Wirtschaft das Innovation Council der Bundesregierung zum Thema Digitalisierung, das von Frühjahr 2018 bis zum Ende der Legislaturperiode 2021 zweimal jährlich zusammentrat.
Seit dem 6. Mai 2025 ist Dorothee Bär Ministerin für Forschung, Technologie, und Raumfahrt im Kabinett Merz.

## Positionen
Ende 2023 forderte Bär ein Sexkauf-Verbot in Deutschland. So seien von den 250.000 Prostituierten in Deutschland nur wenige behördlich angemeldet und Deutschland sei „weltweit als Land für Sex-Tourismus sehr attraktiv“. Als Argument für ein Verbot verwies Bär auf ein ähnliches Modell in Schweden, welches die Zahl der Prostituierten gesenkt habe.
Im November 2023 äußerte Bär sich kritisch gegenüber dem Selbstbestimmungsgesetz, welches es transgeschlechtlichen, intergeschlechtlichen und nichtbinären Personen erleichtern soll, das eigene Geschlecht sowie den Vornamen rechtlich zu ändern. Das Gesetz ermöglicht es Jugendlichen ab 14 Jahren, ihren Geschlechtseintrag mit Zustimmung der Eltern zu ändern, was Bär vor allem dann kritisch sieht, wenn der Eintragsänderung medizinische Maßnahmen folgen. Bär ist „skeptisch, ob Jugendliche mit Vollendung des 14. Lebensjahres wirklich in der Lage sind, die Bedeutung und Tragweite einer solchen Entscheidung für ihr ganzes Leben einschätzen zu können“.
Bär sprach sich im April 2024 gegen die von einer Expertenkommission empfohlene Abschaffung des § 218 des Strafgesetzbuches aus, der Schwangerschaftsabbrüche unter Strafe stellt. Laut Bär ist das „Lebensrecht Ungeborener […] verfassungsrechtlich geschützt, denn die Menschenwürde steht auch dem ungeborenen menschlichen Leben zu.“ Zudem bestehe mit § 218 laut Bär seit „30 Jahren eine […] befriedete Situation“, welche dadurch gefährdet sei. Weiterhin kritisierte sie die aus ihrer Sicht sehr einseitige Besetzung der Kommission durch die Bundesregierung, denn diese habe „wenig überraschend geliefert, was von der Ampel bestellt wurde“.
Im Mai 2023 reiste Bär gemeinsam mit ihren CSU-Kollegen Andreas Scheuer und Florian Hahn nach Florida, um den republikanischen Gouverneur Ron DeSantis zu treffen. Das Treffen stieß auf Kritik, da DeSantis für seine rechtskonservative Politik bekannt ist, insbesondere für Maßnahmen gegen LGBTQ+-Rechte und Abtreibung. Bär verteidigte den Besuch und betonte, dass DeSantis ein einflussreicher Politiker sei, dem das Potenzial zugesprochen werde, eine zweite Amtszeit von Donald Trump zu verhindern.
In der ARD-Sendung hart aber fair kritisierte Bär den schlechteren Umgangston im Bundestag seit dem Einzug der AfD. Laut Bär seien die Reden der AfD im Bundestag auf soziale Medien wie YouTube ausgerichtet, was wiederum Debatten im Plenum verhindere. Zudem gebe es immer wieder ausländer- sowie frauenfeindliche Zwischenrufe von Mitgliedern der AfD.

## Sonstiges Engagement

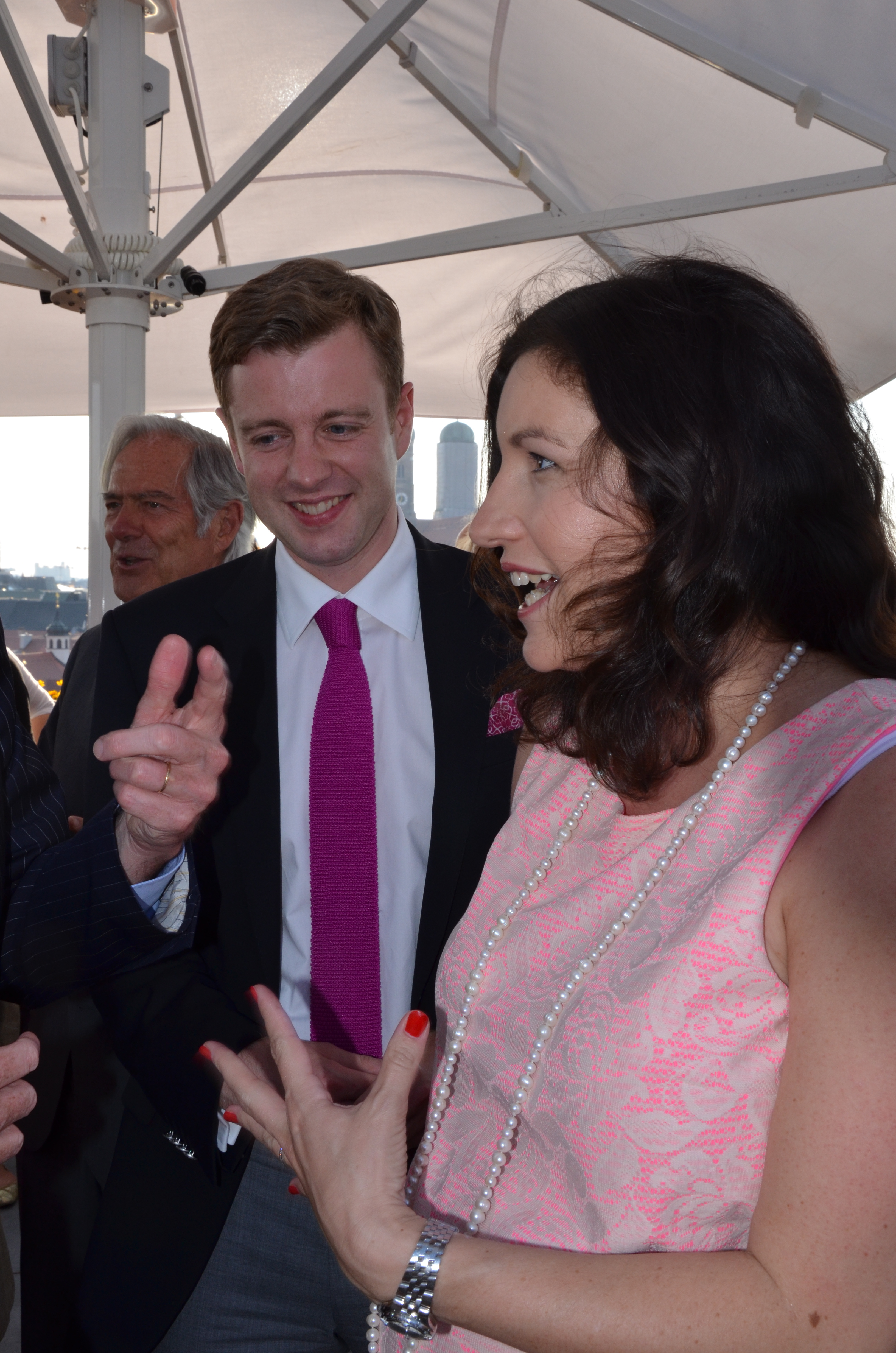
Dorothee Bär mit ihrem Ehemann Oliver Bär (2012)

Bär ist Mitglied der Europa-Union Parlamentariergruppe Deutscher Bundestag, die sich für ein föderales Europa  einsetzt, Mitglied des Kuratoriums Bundeszentrale für politische Bildung und der Filmförderungsanstalt. Sie ist Mitglied der Vorauswahljury des Deutschen Filmpreises, Jurymitglied des Deutschen Computerspielpreises, stellvertretendes Mitglied im Rundfunkrat der Deutschen Welle sowie Mitglied des Beirats der Rhön-Klinikum AG.
Dorothee Bär ist in zahlreichen Verbänden und Vereinen in den Landkreisen Bad Kissingen, Rhön-Grabfeld und Haßberge sowie bundesweit aktiv. Sie war von Mai 2005 bis Mai 2009 Vorsitzende des Bezirksverbandes Unterfranken der Wasserwacht im Bayerischen Roten Kreuz. Des Weiteren ist sie Mitglied der Lebenshilfe Haßberge, deren Vorsitzende sie von 2006 bis 2008 war. Seit 2022 gehört sie dem Vorstand der Gesellschaft der Freunde von Bayreuth an.
Sie ist seit März 2019 Mitglied des Verwaltungsbeirats des FC Bayern München. Zudem ist sie Mitglied des Kuratoriums des deutschen AFS Interkulturelle Begegnungen e. V., mit dem sie 1995/1996 an einem Schüleraustausch in den USA teilnahm. Weiterhin ist sie Mitglied des Stiftungsrates der BFV Sozialstiftung.
Bär war bis September 2020 Mitglied in der Ludwig-Erhard-Stiftung, verließ diese jedoch aus Protest gegen den Vorsitzenden Roland Tichy, nachdem dessen Zeitschrift Tichys Einblick einen sexistischen Text über die Berliner Staatssekretärin Sawsan Chebli veröffentlicht hatte. Einen Tag später und aufgrund weiterer Austritte gab Tichy bekannt, sich Ende Oktober nicht mehr der Wiederwahl zu stellen.
Bis 2022 war Bär zudem Mitglied des Beirates der Deutschen Akademie für Kinder- und Jugendliteratur. Seit Anfang 2020 ist sie Kuratoriumsmitglied bei der Stiftung Lesen. Sie ist außerdem Schirmherrin des gemeinnützigen Vereins Initiative Digitale Empathie e. V. gegen Cyber-Mobbing, der im Dezember 2020 u. a. von Emilia Schüle, Key Pousttchi und Lukas Pohland gegründet wurde. Bär ist zudem seit Oktober 2021 Mitglied im Kuratorium der Julius-Maximilians-Universität Würzburg und seit 2022 Mitglied im Beirat der Organisation for Human Health and Happiness (ohhh! Foundation). Weiterhin ist sie Kuratoriumsvorsitzende des Kissinger Sommers sowie Mitglied des Beirates der Stiftung Katholische Schulen in Deutschland e. V.

## Privates
Dorothee Bär gehört der römisch-katholischen Kirche an. Seit 2006 ist sie mit Oliver Bär verheiratet, der bis kurz vor der gemeinsamen Hochzeit als wissenschaftlicher Mitarbeiter in ihrem Büro im Deutschen Bundestag beschäftigt war. Sie ist Mutter zweier Töchter (* 2006 und * 2011) und eines Sohnes (* 2012). Ihr Mann wurde 2014 zum Landrat im Landkreis Hof gewählt und 2020 wiedergewählt.